# Torkel Persson

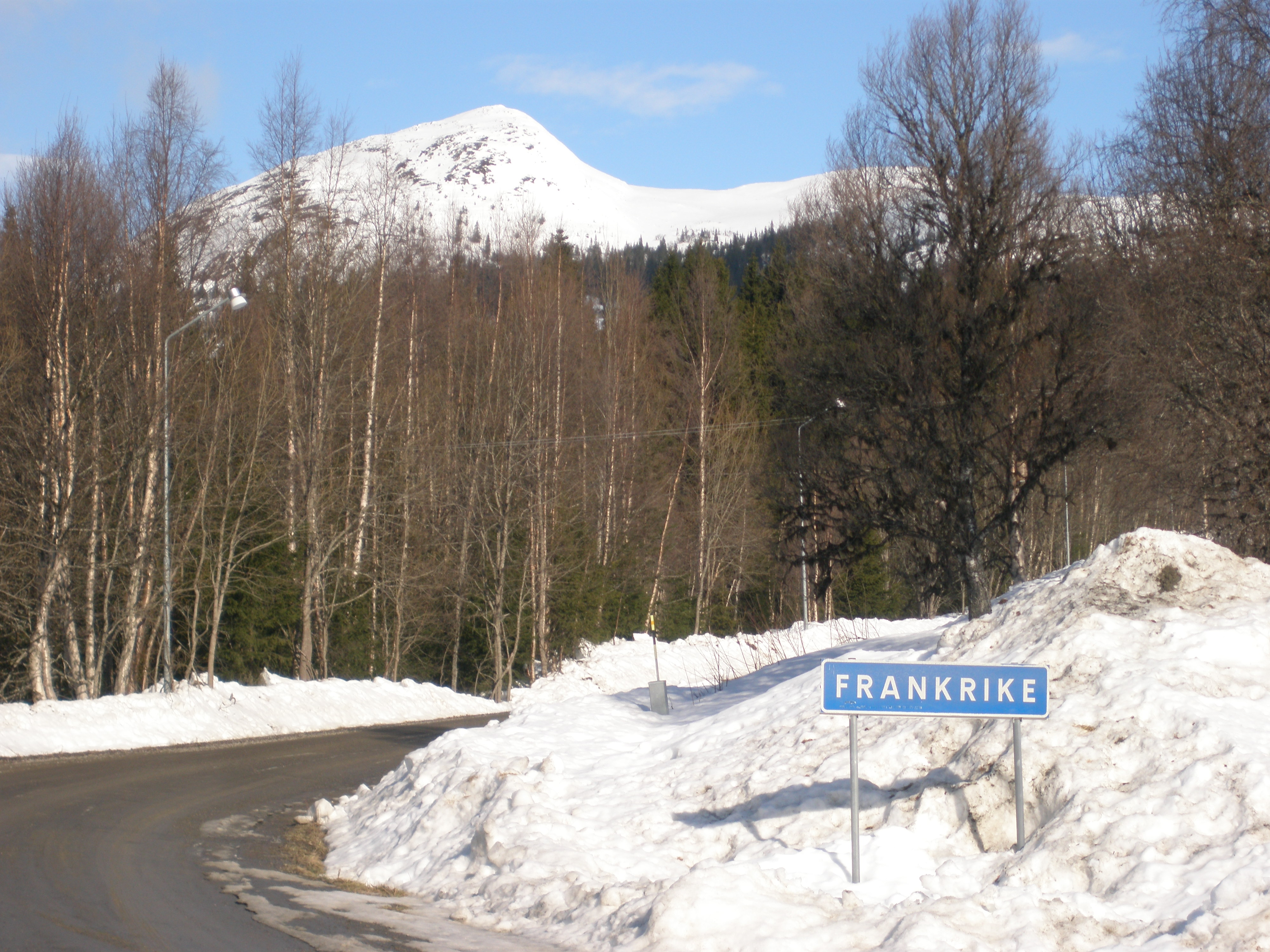
Torkel Persson war ein Skilangläufer aus Frankrike im nördlichen Offerdal, Schweden

Torkel Persson (* 21. Juni 1894 in Offerdal, Jämtland; † 6. August 1972 ebenda) war ein schwedischer Skilangläufer.
Beim Holmenkollrennen in Oslo 1920 holte er Bronze. Bei den Olympischen Spielen 1924 wurde er Fünfter über 50 Kilometer und Neunter über 18 Kilometer.